# Дьюк, Кэмерон
Кэ́мерон Дьюк (англ. Cameron Duke; 13 февраля 2001, Оверленд-Парк, Канзас, США) — американский футболист, полузащитник клуба «Краун Легаси».

## Биография
Дьюк родился в Оверленд-Парке (штат Канзас) и присоединился к академии футбольного клуба «Спортинг Канзас-Сити» в 2012 году. Старший брат Кэмерона — Кристиан, также был футболистом. В 2019 году Дьюк собирался поступить в Дьюкский университет и начать выступать за университетскую футбольную команду «Дьюк Блю Девилз», но 18 июля 2019 года он подписал контракт со «Спортингом Канзас-Сити» в качестве доморощенного игрока до конца сезона MLS 2022 с опцией продления на сезон 2023. Его профессиональный дебют состоялся 30 июля 2020 года в матче четвертьфинала Турнира MLS is Back против «Филадельфии Юнион», в котором он вышел на замену на 84-й минуте вместо Роджера Эспиносы. 2 июня 2021 года в матче «Спортинга Канзас-Сити II» в Чемпионшипе ЮСЛ против «Талсы» забил свой первый гол в профессиональной карьере. 25 июля в матче против «Сиэтл Саундерс» забил свой первый гол в MLS. По окончании сезона 2022 «Спортинг КС» использовал опцию продления контракта Дьюка. По окончании сезона 2023 срок контракта Дьюка со «Спортингом Канзас-Сити» истёк.
13 февраля 2024 года Дьюк подписал контракт с клубом MLS Next Pro «Краун Легаси». Дебютировал за «Краун Легаси» 17 марта в матче стартового тура сезона 2024 против «Каролина Кор».
Дьюк привлекался в сборные США до 14 лет, до 16 лет и до 18 лет.

## Статистика выступлений
| Выступление                         | Выступление      | Выступление      | Лига | Лига | Плей-офф | Плей-офф | Кубок | Кубок | Континент | Континент | Итого | Итого |
| Клуб                                | Лига             | Сезон            | Игры | Голы | Игры     | Голы     | Игры  | Голы  | Игры      | Голы      | Игры  | Голы  |
| ----------------------------------- | ---------------- | ---------------- | ---- | ---- | -------- | -------- | ----- | ----- | --------- | --------- | ----- | ----- |
| Спортинг Канзас-Сити                | MLS              | 2019             | 0    | 0    | —        | —        | —     | —     | —         | —         | 0     | 0     |
| Спортинг Канзас-Сити                | MLS              | 2020             | 9    | 0    | 1        | 0        | —     | —     | —         | —         | 10    | 0     |
| Спортинг Канзас-Сити                | MLS              | 2021             | 16   | 2    | 0        | 0        | —     | —     | 1         | 1         | 17    | 3     |
| Спортинг Канзас-Сити                | MLS              | 2022             | 26   | 0    | —        | —        | 3     | 0     | —         | —         | 29    | 0     |
| Спортинг Канзас-Сити                | MLS              | 2023             | 4    | 0    | 0        | 0        | 0     | 0     | 0         | 0         | 4     | 0     |
| Спортинг Канзас-Сити                | Итого            | Итого            | 55   | 2    | 1        | 0        | 3     | 0     | 1         | 1         | 60    | 3     |
| Спортинг Канзас-Сити II (фарм-клуб) | USLC             | 2021             | 4    | 1    | —        | —        | —     | —     | —         | —         | 4     | 1     |
| Спортинг Канзас-Сити II (фарм-клуб) | MLS Next Pro     | 2022             | 3    | 0    | —        | —        | —     | —     | —         | —         | 3     | 0     |
| Спортинг Канзас-Сити II (фарм-клуб) | MLS Next Pro     | 2023             | 15   | 3    | 1        | 0        | —     | —     | —         | —         | 16    | 3     |
| Спортинг Канзас-Сити II (фарм-клуб) | Итого            | Итого            | 22   | 4    | 1        | 0        | —     | —     | —         | —         | 23    | 4     |
| Краун Легаси                        | MLS Next Pro     | 2024             | 1    | 0    | —        | —        | 1     | 0     | —         | —         | 2     | 0     |
| Всего за карьеру                    | Всего за карьеру | Всего за карьеру | 78   | 6    | 2        | 0        | 4     | 0     | 1         | 1         | 85    | 7     |

Источники: Transfermarkt, Soccerway, Football Database EU.